# Constant Nemale
Constant Nemale-Pouani, né le  14 juillet 1967 au Cameroun, est le fondateur et actuel président d'Africa 24, chaîne de télévision consacrée exclusivement à l’information africaine lancée en 2009.

## Biographie
Né au Cameroun en 1967, Constant Nemale est originaire du Haut-Nkam. Issu d'une fratrie de 3 enfants, il grandit  auprès de ses  parents qui sont entrepreneurs dans la confection de vêtements. Sa mère Mireille Nemale,  très connue dans l'univers de la mode et du textile au Cameroun, est la première femme africaine à obtenir un brevet supérieur de couture en France,   
Il suit un cursus de génie civil avant d’obtenir un diplôme d’urbanisme en France et de devenir journaliste. 
Il est le père de trois enfants.

## Carrière

### Dirigeant de média
Constant Nemale commence sa carrière en tant que journaliste. Il occupe le poste de rédacteur en chef adjoint de Mondial Basket, le magazine français consacré au basket-ball. En 2001, il crée ETNIUM, une agence de communication et de marketing pionnière dans le marketing ethnique en France,. En 1998, il cofonde 3A Télésud, une chaîne de télévision généraliste panafricaine diffusée en Afrique, en Europe, en Amérique et en Asie. Il se retire de 3A Telesud en 2006 et crée en 2008,  AFRICA 24, la première chaîne de télévision consacrée à l’information africaine à capitaux africains dont il est l'actionnaire majoritaire. Constant Nemale est par ailleurs président de l'entreprise Afrimedia qui a été créée en 2008 et  mandataire de sociétés telles Africa 24; Nemale Holding, 3a Invest.

### L'expérience Africa 24
Après son retrait du projet 3A Télésud en 2006, il se relance dans l’audiovisuel avec Africa 24, chaîne d’information qui fonctionne depuis le 1er janvier 2009 et possède un centre opérationnel en Guinée équatoriale.
Le chiffre d'affaires de Africa 24 en 2014 s'élève à 7 259 883 €.